# Piratas na cultura popular

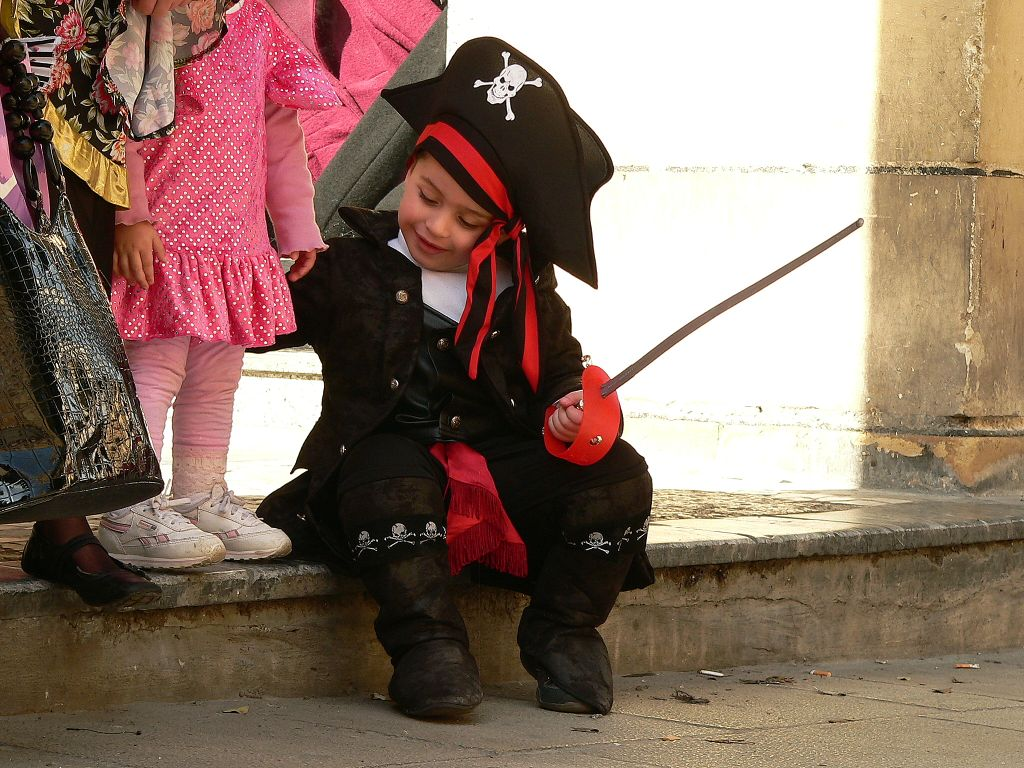
Criança fantasiada de pirata no carnaval de Valeta, em Malta.

O estereótipo dos piratas na cultura popular se baseia em muitas fontes: a tradição imaginada dos piratas do Caribe do século XVIII; o capitão Gancho dos filmes e peças de teatro sobre Peter Pan no século XX; o Long John Silver do ator Robert Newton no filme de 1950 sobre A Ilha do Tesouro; e várias adaptações do pirata do oriente Simbad. Nestas e em muitas outras obras, os piratas são retratados como espadachins e criminosos. Eles são mostrados em navios, sempre com tapa-olhos ou próteses e um papagaio pendurado ao ombro. Os piratas mantiveram essa imagem até os dias de hoje através de atrações em parques de diversão, filmes, livros e peças de teatro.

## Origens
As características arquetípicas dos piratas na cultura popular derivam em grande medida da Época Dourada da Pirataria no final do século XVII e início do século XVIII. Muitas obras de ficção sobre os piratas se situam nessa época[carece de fontes?]. Os vikings, que também eram piratas, adquiriram um arquétipo diferente na cultura popular, construído durante o revivalismo viking dos séculos XVIII e XIX. A primeira grande obra literária que popularizou o tema dos piratas foi "Uma História Geral dos Roubos e Crimes de Piratas Famosos" (1724), de Charles Johnson. É a fonte primária para as biografias de muitos piratas famosos da Época Dourada, fornecendo uma extensa descrição do período. Ao dar um status quase mítico aos personagens mais importantes, como os famosos piratas ingleses Barba Negra e John Rackham, o livro criou a representação padrão dos piratas da Época Dourada, e influenciou a literatura pirata dos escritores escoceses Robert Louis Stevenson e J. M. Barrie. Na hora de recriar os diálogos entre os piratas, no entanto, Johnson usou de muita licença poética.
A obra A Ilha do Tesouro (1883), de Stevenson, é considerada a mais influente obra de ficção sobre os piratas, junto com seus muitos filmes e adaptações para a televisão. Ela introduziu ou popularizou muitos clichês agora comuns ao gênero. Stevensou declarou que o livro de Johnson foi uma de suas maiores influências, e até retirou o nome de um dos personagens (Israel Hands) de uma lista da tripulação de Barba Negra que aparecia no livro de Johnson.

## Aparência e maneirismos dos piratas do Caribe
Em filmes, livros, desenhos e brinquedos, piratas costumam ter uma aparência rude que evoca seu estilo de vida criminoso, sua personalidade desonesta e suas ações aventureiras e marítimas. São geralmente retratados como gananciosos, mesquinhos e focados em roubar inimigos e localizar tesouros escondidos. Costumam ser retratados usando roupas gastas do século XVII ou XVIII, com uma bandana ou tricórnio emplumado. Algumas vezes, usam um tapa-olho. Quase sempre, usam um sabre e uma pistola. Algumas vezes, têm cicatrizes e marcas de guerra, dentes podres ou faltando (sugerindo os efeitos do escorbuto), e ganchos ou cotos de madeira onde uma mão ou perna foi amputada. Algumas representações de piratas incluem macacos (que os ajudam a roubar coisas devido à sua disposição supostamente travessa) ou papagaios como animais de estimação. O capitão do navio pirata costuma forçar prisioneiros ou piratas traidores a caminhar na prancha, geralmente sobre um mar infestado de tubarões.
O estereótipo do sotaque dos piratas se baseia no sotaque da Cornualha, do sul de Devon ou da área do canal de Bristol, no Sudoeste da Inglaterra, embora ele também possa se basear no sotaque do período elisabetano ou em sotaques de outras partes do mundo.
Os piratas históricos foram marinheiros ou soldados que caíram em desgraça, sendo forçados a servir no mar ou a pilhar para sobreviver. Os piratas geralmente são retratados em busca de um tesouro enterrado, composto por ouro ou prata na forma de dobrões ou dólares espanhóis.

## Subcultura pirata
Na década de 1990, foi criado o Dia Internacional de Falar como um Pirata, uma comemoração bem-humorada celebrada no dia 19 de setembro. A data permite que as pessoas ponham para fora o pirata que há dentro delas através de falas e roupas. A data vem ganhando adeptos na internet desde que seus organizadores criaram um sítio eletrónico que ensina a fala pirata.
Na comunidade virtual, muitos jogos, filmes e outras mídias se baseiam na premissa, que se acredita ter sido criada pelo sítio satírico Real Ultimate Power, de que piratas e ninjas são inimigos. O meme "piratas versus ninjas" também ocorre fora da internet, em festas, roupas etc.
Os piratas também exercem um papel central na religião satírica do pastafarianismo. Criados em 2005, os pastafarianos acreditam que o aquecimento global é resultado do decréscimo no número de piratas a partir do século XVIII.

## Arquétipos alternativos dos piratas
Além do arquétipo tradicional do pirata navegante dos mares, existem versões alternativas dos piratas na cultura popular:
- Piratas aéreos são personagens de ficção científica e fantasia que operam na atmosfera terrestre. Eles capturam e pilham aeronaves.[28][29]
- Piratas espaciais são personagens de ficção científica que capturam e pilham espaçonaves no espaço sideral.[30][31][32][33][34][35]

## Piratas nas artes

### Histórias em quadrinhos
- Terry and the Pirates (1934–1973), de Milton Caniff, era uma tira de banda desenhada de aventuras que retratava piratas do século XX da China e do Sudeste Asiático liderados por uma senhora dragão.[36]
- Abraham Tuizentfloot, um louco vestido como pirata que, frequentemente, quer atacar as pessoas. Ele estreou em The Adventures of Nero, de Marc Sleen, em 1957.[37][38]
- Barba Ruiva (1959 em diante), uma série belga de Jean-Michel Charlier e Victor Hubinon estrelada pelo capitão Barba Ruiva.[39][40]
- Um grupo de desafortunados piratas no Astérix de Albert Uderzo, paródia dos personagens da série Barba Ruiva. Eles sempre enfrentam Asterix e Obelix e são derrotados e têm seu navio afundado.[41][42]
- Batman: Leatherwing (1994), uma série da Elseworlds criada por Chuck Dixon. Apresenta Batman como um pirata.[43]
- One Piece (1997 em diante). Se passa num mundo fictício onde a pirataria está no seu apogeu. O Governo Mundial e sua marinha tentam acabar com a pirataria, e um jovem deseja se tornar o próximo Rei Pirata. É, atualmente, o mais popular mangá do Japão.[44]
- Black Lagoon (2002 em diante) é um mangá japonês que apresenta um grupo de piratas do mundo moderno no mar do Sudeste Asiático. Eles vivem de roubo, extorsão ou atuando como mercenários.[45]
- The Red Seas (2002 em diante): uma mistura de piratas e estranhos fenômenos criada por Ian Edginton e Steve Yeowell.[46]
- Outlaw Star: os antagonistas primários da série são membros da Liga dos Piratas, uma grande rede de clãs de piratas espaciais espalhados pelo universo.[47]
- Watchmen apresenta um "desenho dentro de um desenho" chamado Tales of the Black Freighter. Se passa numa história alternativa onde super-heróis são vivos mas caíram em desgraça, e histórias em quadrinhos de piratas são mais populares que histórias em quadrinhos de super-heróis.[48]

### Filmes
- The Black Pirate, um filme de 1926 estrelado por Douglas Fairbanks.[49]
- Treasure Island, uma adaptação de 1934 do livro de Stevenson, estrelada por Wallace Berry.[50]
- O Capitão Blood, um filme de 1935 estrelado por Errol Flynn.[51]
- The Buccaneer (1938), um filme de 1938 estrelado por Fredric March.[52]
- Jamaica Inn, um filme de 1939 estrelado por Charles Laughton, Maureen O'Hara e Robert Newton.[53]
- The Sea Hawk, um filme de 1940 estrelado por Errol Flynn.[54]
- The Black Swan, um filme de 1942 estrelado por Tyrone Power, Maureen O'Hara e Anthony Quinn.[55]
- A Gaivota Negra, um filme de 1944 estrelado por Basil Rathbone e Joan Fontaine.[56]
- The Pirate, um filme musical de 1948 estrelado por Gene Kelly e Judy Garland.[57]
- Treasure Island, uma adaptação de 1950 do livro de Stevenson. Estrelado por Robert Newton.[58]
- Long John Silver, uma sequência de 1954 para Treasure Island. Estrelado também por Robert Newton.[59]
- The Buccaneer, um filme de 1958 estrelado por Yul Brynner, Charles Boyer e Charlton Heston.[60]
- The Son of Captain Blood, uma sequência de 1962 para Captain Blood. Estrelado por Sean Flynn.[61]
- Blackbeard's Ghost, um filme de 1968 estrelado por Peter Ustinov.[62]
- Treasure Island, uma adaptação de 1972 do livro de Stevenson. Estrelado por Orson Welles.[63]
- "Piratas do século XX": um filme soviético de aventuras sobre pirataria moderna.[64]
- The Island (1980), um filme baseado na novela homônima de 1979 de Peter Benchley.[65]
- The Pirate Movie (1982), um filme australiano vagamente baseado em The Pirates of Penzance. Estrelado por Christopher Atkins e Kristy McNichol.[66][67]
- Nate and Hayes, um filme de 1983 baseado nas aventuras do notório Bully Hayes, um pirata do Pacífico Sul no final do século XIX. Também conhecido como Savage Islands.[68]
- Yellowbeard: um filme de 1983 estrelado por Graham Chapman como o pirata Barba Amarela.[69]
- Os Goonies: um filme de 1985 estrelado por Sean Astin, Josh Brolin e Corey Feldman.[70]
- Pirates, um filme cômico e de aventuras de 1986 de Roman Polanski estrelado por Walter Matthau.[10]
- A Princesa Prometida, uma adaptação de 1987 da novela de William Goldman que tem "o terrível pirata Roberto" como um de seus principais personagens.[71]
- Cutthroat Island, um filme de 1995 de Renny Harlin que foi um notável fracasso, estrelado por Geena Davis.[72]
- Seis Dias, Sete Noites, um filme de 1998 que mostra a pirataria no mar do Sul da China.[73]
- Pirates of the Caribbean: The Curse of the Black Pearl (2003), Pirates of the Caribbean: Dead Man's Chest (2006), Pirates of the Caribbean: At World's End (2007), Pirates of the Caribbean: On Stranger Tides (2011) e Pirates of the Caribbean: Dead Men Tell No Tales (2017), filmes baseados na popular atração da  Disneyland "Piratas do Caribe".[74][75]
- Pirates of Treasure Island, uma adaptação do livro de Stevenson produzida por The Asylum.[76]
- The Pirates! In an Adventure with Scientists!, um filme de 2012 da Aardman Animations vagamente baseada num livro de comédia de Gideon Defoe.[77]

### Literatura
- Robinson Crusoe (1719) e The Life, Adventures and Piracies of the Famous Captain Singleton (1720), de Daniel Defoe, estão entre as primeiras novelas a retratar a pirataria.[78]
- A General History of the Robberies and Murders of the most notorious Pyrates (1724), de Charles Johnson (possivelmente um pseudônimo de Defoe), introduziu muitos elementos que, posteriormente, se tornariam comuns na literatura pirata, como piratas sem pernas ou sem olhos, o mito dos piratas enterrando tesouros, e o nome da bandeira pirata, Jolly Roger.[13][79]
- The Corsair (1814), um poema de Lord Byron a respeito de um capitão pirata. Inspirou diretamente a abertura Le Corsair (1844), de Berlioz.[80]
- The Pirate (1821), uma novela de Walter Scott.[81]
- The Gold-Bug (1843), um conto de Edgar Allan Poe que mostra a procura por um tesouro que havia sido enterrado pelo capitão William Kidd.[82]
- Fanny Campbell, the Female Pirate Captain, uma novela sobre uma mulher que embarca num navio disfarçada de homem para procurar seu noivo, e acaba se tornando uma capitã pirata.[83]
- A Ilha do Tesouro (1883), uma novela de Robert Louis Stevenson.[84]
- The Black Corsair (1898), a primeira de uma série de novelas piratas escrita por Emilio Salgari.[85]
- Sandokan (1883–1913), uma série de novelas piratas escrita por Emilio Salgari. Se passa na Malásia no final do século XIX.[86]
- Captain Blood (1922), uma novela de Rafael Sabatini (com duas sequências: Captain Blood Returns [ou The Chronicles of Captain Blood] e The Fortunes of Captain Blood).[87]
- The Dealings of Captain Sharkey (1925), uma novela de Arthur Conan Doyle.[88]
- Queen of the Black Coast (1934), uma pequena novela de Robert E. Howard. Mostra Bêlit, uma rainha pirata que tem uma relação romântica com Conan. É a primeira amante séria de Conan.[89]
- Atlas Shrugged (1957), de Ayn Rand. Contém o pirata fictício Ragnar Danneskjöld, cujas atividades são motivadas pela ideologia capitalista.[90]
- The Princess Bride (1973), uma novela de William Goldman que tem, como um de seus principais personagens, "o terrível pirata Roberto".[91]
- The Island (1979), de Peter Benchley, e sua adaptação fílmica de 1980, mostram piratas modernos que atacam navios de passageiros no Caribe.[92]
- On Stranger Tides (1987), uma novela histórica de fantasia de Tim Powers. Serviu de base para o filme Pirates of the Caribbean: On Stranger Tides.[93]
- Bloody Jack (2002), uma novela histórica de L.A. Meyer.[94]
- The Pirates! in an Adventure with Scientists (2004), de Gideon Defoe, uma surreal aventura com piratas estereotipados e Charles Darwin. Defoe viria a escrever, posteriormente, livros com a mesma tripulação pirata e suas aventuras absurdas e anacrônicas.[95]
- The Piratica Series (2004, 2006, e 2007), uma série de novelas piratas de Tanith Lee.[96]
- Sea Witch (2006), uma novela para adultos de Helen Hollick publicada por DA Diamonds.[97]
- The Adventures of Hector Lynch (2007-2009), uma série pirata de Tim Severin.[98]
- The Government Manual for New Pirates (2007), uma paródia dos manuais de sobrevivência de Matthew David Brozik e Jacob Sager Weinstein.[99]
- Isle of Swords (2007), uma novela de Wayne Thomas Batson.[100]
- Pirate Latitudes (2009), uma novela de Michael Crichton.[92]
- The Pyrates Way Magazine (2006–presente), uma revista trimestral online de Kimball Publications, LLC.[101]
- George Ouzounian sempre se apresenta como um pirata no seu sítio eletrônico The Best Page in the Universe.[102]
- Ana e os piratas do novo mundo (2012), um livro de Lucas Peixoto Dantas.[103]

### Música
- Músicos costumam ser atraídos pela cultura pirata devido a seu caráter rebelde e a suas roupas coloridas. Um grupo pop britânico do início da década de 1960 se chamava Johnny Kidd and the Pirates, e usava tapa-olhos enquanto se apresentava. Keith Moon, baterista do The Who, era um fã de Robert Newton. Flogging Molly, The Briggs, Dropkick Murphys, The LeperKhanz, The Coral, The Mighty Mighty Bosstones, Tokyo Ska Paradise Orchestra, Bullets And Octane, Mad Caddies, The Vandals, Gnarkill, Armored Saint, Jimmy Buffett e Stephen Malkmus fizeram canções tendo os piratas como tema.[104]
- Alestorm é uma banda de power/folk metal baseada em Perth (Escócia). Seus fãs costumam se vestir como piratas e levar adereços piratas para os espetáculos.[105]
- Swashbuckle é uma banda estadunidense de thrash metal que se veste como pirata e canta sobre piratas.[carece de fontes?]
- Emerson, Lake & Palmer gravou a canção Pirates, uma peça de treze minutos extraída de sua turnê de 1977. Ela mostra a Orquestra da Ópera de Paris. A peça faz parte do álbum Works, volume 1.[106]
- Running Wild, uma banda alemã de heavy metal, adotou a imagem "metal pirata" em 1987, no seu terceiro álbum[107].
- Os Sex Pistols transformaram a picante canção Good Ship Venus no sucesso Friggin' in the Rigging. Adam Ant, protegido de Malcolm McLaren, levou a imagem pirata ainda mais longe. Uma das faixas do álbum Kings of the Wild Frontier se chamava Jolly Roger.[108]
- Gorillaz gravou uma canção chamada Pirate Jet, que aparece na 16ª faixa do seu terceiro álbum de estúdio, Plastic Beach.[109][110]
- Em 1986, os Beastie Boys homenagearam o estilo de vida pirata no seu álbum Licensed to Ill com a canção Rhymin' and Stealin'. A canção é recheada de termos piratas e náuticos misturados com referências do hip hop da década de 1980.
- Mutiny é uma banda australiana de folk-punk com temática pirata.
- O músico e comediante gótico Voltaire ilustra a, por vezes, hilária rivalidade entre góticos vampiros e góticos piratas na canção Vampire Club do álbum Boo Hoo (2002).
- The Jolly Rogers é uma trupe musical de feira medieval sediada em Kansas City.
- A banda estadunidense de comédia The Aquabats gravou uma canção intitulada Captain Hampton and the Midget Pirates no seu álbum de 1997  The Fury of The Aquabats!. A canção conta a história de Jim, um jovem que se une a um grupo de caçadores de piratas liderado pelo capitão Hampton. Piratas também são mencionados em The Wild Sea, canção de 2000 da banda,   do álbum Myths, Legends and Other Amazing Adventures Vol. 2.
- The Pirate, um filme musical estrelado por Judy Garland e Gene Kelly, tem algumas canções sobre pirataria, em particular sobre o terrível pirata[57] "Mack the Black" Macoco.
- Pirate Shantyman and his Bonnie Lass
- The Dreadnoughts é uma banda com temática pirata sediada em Vancouver, no Canadá.
- Relient K lançou um cover da canção The Pirates Who Don't Do Anything para o desenho infantil Veggietales. A música original havia sido gravada pelo elenco do desenho. A versão do Relient K foi, posteriormente, incluída no álbum compilação de 2003 Veggie Rocks!
- No Festival Eurovisão da Canção de 2008, a banda da Letônia Pirates of the Sea concorreu com a canção Wolves of the Sea.
- Nox Arcana gravou o álbum com temática pirata Phantoms of the High Seas em 2008. Ele contém uma série de enigmas que conduzem a um mapa do tesouro.[111][112]
- Cosmo Jarvis lançou a canção Gay Pirates em 23 de janeiro de 2011.
- The Original Rabbit Foot Spasm Band lançou a canção Pirates! no seu álbum Year of the Rabbit em 3 de fevereiro de 2011.
- Barret's Privateers é uma canção escrita por Stan Rogers. Ela é popular na Nova Escócia, e detalha a história fictícia de Elcid Barret e seus corsários e sua viagem no Antílope para atacar navios estadunidenses.

### Teatro
Em 1879, a ópera cômica The Pirates of Penzance se tornou um sucesso instantâneo em Nova Iorque, e a produção em Londres se apresentou 363 vezes em 1880. A peça, que mostrava um incompetente bando de piratas britânicos de "coração mole", ainda é apresentada largamente hoje em dia.
Embora não haja piratas na peça Hamlet, de William Shakespeare, Hamlet diz que seu navio até a Inglaterra havia sido tomado por piratas.
Em 1904, a peça Peter and Wendy, de J.M. Barrie, foi encenada pela primeira vez. No livro, o inimigo de Peter na Terra do Nunca era o bando de piratas liderado pelo Capitão Gancho. Tudo indica que o Capitão Gancho foi inspirado em pelo menos um corsário histórico, e pelo Long John Silver de Robert Louis Stevenson.
- Il pirata é uma ópera de Vincenzo Bellini, de 1827.[117]
- The Pirates of Penzance, uma opereta cômica de Gilbert e Sullivan, contém um Rei Pirata e um bando de piratas órfãos.[113][114]
- "Capitão Dente-de-sabre" é uma peça que foi apresentada pela primeira vez num parque de diversão/jardim zoológico na Noruega por Terje Formoe.
- "Os bucaneiros da América", de Alexandre Olivier Exquemelin, é, supostamente, a real história de alguns piratas do Caribe.
- "As senhoras piratas de capitão Bree", também chamado de "Capitão Bree e suas senhoras piratas", de Martin A. Follose e Bill Francoeur, é uma paródia musical.
- O Störtebeker Festival, na ilha da Rúgia, na Alemanha, criado em 1959/1993, é um dos mais famosos teatros ao ar livre da Europa. Ele conta as histórias e lendas de Klaus Störtebeker, de seus Irmãos das Vitualhas e dos Likedeelers no século XIV.[118]

### Televisão
- Captain Pugwash é uma série britânica de programas de televisão, histórias em quadrinhos e livros. Foi veiculada pela primeira vez na BBC em 1957.[119]
- Doutor e seus amigos encontraram piratas espaciais em vários episódios da série Doctor Who da BBC. Por exemplo, no episódio "Os piratas espaciais" (1969). Também encontraram piratas históricos nos episódios "Os contrabandistas" (1966) e "A maldição da pinta negra" (2011). Ambos os episódios envolvem a recompensa por Henry Avery (Hugh Bonneville), a quem o Doutor protegeria.[120]
- Num episódio de 1969 de Scooby-Doo, Where Are You!, de Hanna-Barbera, a Mystery Inc. enfrenta o fantasma de Barba Ruiva.
- Os piratas cantores e dançarinos Nasty Max, Mighty Matt, Massmedia e Sleazeappeal, da série de desenhos Spartakus and the Sun Beneath the Sea.
- TaleSpin (1990), da Disney, apresentou o pirata aéreo Don Karnage, que sempre tentava roubar Baloo.
- The Pirates of Dark Water é uma série de desenhos da Hanna-Barbera da década de 1990.[121]
- Mad Jack the Pirate, produzido por Bill Kopp, foi exibido no canal Fox Kids na década de 1990.[122]
- Pirates foi uma sitcom infantil de 1994 sobre uma família de piratas que vivia numa habitação social.
- A música tema da série animada SpongeBob SquarePants é cantada por Painty the Pirate, com voz de Pat Pinney. Alguns episódios são apresentados por Patchy the Pirate, interpretado por Tom Kenny, a voz do personagem Bob Esponja. Em alguns episódios, existe um personagem chamado Holandês Voador, que é um pirata fantasma.
- One Piece (1999 em diante), a adaptação animada da história em quadrinhos japonesa homônima.[123]
- Pirate Islands, um desenho australiano de 2003, com sua sequência Pirate Islands: The Lost Treasure of Fiji.
- Black Lagoon é um anime de 2006 sobre piratas no mar do Sul da China. É uma visão mais ou menos realista dos temas subjacentes à pirataria moderna.[124]
- A sétima temporada do reality show da CBS Survivor (Survivor: Pearl Islands e o reality show Pirate Master, também da CBS, tinham uma temática pirata.
- No programa Deadliest Warrior, existe um episódio intitulado "Pirata vs. Cavaleiro".
- A série Jake e os Piratas da Terra do Nunca, da Disney Junior, estreou em 2011[125].
- Kaizoku Sentai Gokaiger (2011) é a 35ª temporada da série Super Sentai. Ela tem uma temática pirata, junto com sua contraparte estadunidense Power Rangers Super Megaforce, que é parte da 20ª temporada de Power Rangers, que usa roupas e cenas de Gokaiger.
- Marika Kato é a protagonista e capitã pirata espacial do Bentenmaru no anime Bodacious Space Pirates (2012).
- Black Sails é uma série criada por Jonathan E. Steinberg e Robert Levine para Starz Inc.. Estreou em janeiro de 2014.[126]
- Crossbones é uma série da NBC. Estreou em 30 de maio de 2014.[127]
- A série infantil televisiva flamenga Piet Piraat, do Studio 100, é estrelada por um capitão pirata e seu bando.[128]

### Jogos eletrônicos
- Assassin's Creed IV: Black Flag apresenta um cenário pirata.[129]
- Claw é um jogo eletrônico de plataforma da Monolith Productions. É uma paródia dos filmes piratas.[130]
- Donkey Kong Country 2: Diddy's Kong Quest tem inimigos e locações com temática pirata, incluindo o recorrente vilão King K. Rool, agora nomeado Kapitão K. Rool e vestido como capitão pirata.[131]
- Doodle Pirate é um jogo Android desenvolvido por Impudia Games. Apresenta um lado cômico da caça ao tesouro.
- Final Fantasy XII tem muitos personagens, incluindo Balthier, que são piratas aéreos. Faris em Final Fantasy V e Leila em Final Fantasy II também são piratas.
- Piratas são uma classe de personagens em vários jogos Fire Emblem.
- The Legend of Zelda: The Wind Waker apresenta piratas como a princesa Zelda e seu bando.[132]
- O primeiro líder de Lego Racers o capitão Barba Ruiva. Quando ele é derrotado, você pode construir carros usando peças lego com temática pirata.
- Looté um jogo de cartas feito pela Gamewright.
- MapleStory adicionou uma classe pirata.
- Medal of Honor: Warfighter é um jogo de tiro em primeira pessoa feito pela Danger Close Games.
- MegaMan Battle Network 6 tem um membro WWW chamado Capitão Barbanegra, um operador de Diveman.EXE que se veste como marinheiro.
- Metroid é um jogo eletrônico no qual os principais antagonistas são piratas espaciais.
- A série de jogos com temática pirata Monkey Island é inspirada pelo livro de Tim Powers On Stranger Tides e pela atração da Disneyland "Piratas do Caribe". Ela se passa no século XVIII e é estrelada pelo herói pirata Guybrush Threepwood e pelo pirata do mal LeChuck.
- Pirates of the Burning Sea é um jogo de interpretação de personagens online e em massa para multijogadores de capa e espada que se passa no Caribe do início do século XVIII.[133]
- Pirates: The Legend of Black Kat, do Westwood studios, é uma mistura de aventura em terceira pessoa e batalhas navais.
- Pirates, Vikings and Knights II é um jogo multijogador no qual os jogadores podem atuar como um time de piratas altamente estereotipados.
- Ratchet & Clank Future: Tools of Destruction e Ratchet & Clank Future: Quest for Booty contêm piratas como inimigos durante todos os níveis.
- Rogue Galaxy é um  is a RPG eletrônico no qual o principal personagem, Jaster Rogue, se junta a um bando de piratas espaciais para ajudá-los a derrotar um império opressor.
- Sea of Thieves é um jogo de mundo aberto com uma temática pirata.
- Sid Meier's Pirates! é um conhecido jogo eletrônico que apresenta piratas.
- Skies of Arcadia é um jogo eletrônico para Dreamcast (mais tarde, refeito como Skies of Arcadia Legends para o Nintendo Gamecube) sobre um grupo de piratas aéreos que lutam contra uma força opressora que ameaça conquistar e destruir o mundo.
- Sly 3: Honor Among Thieves apresenta um nível no qual a Gangue de Cooper rouba um navio pirata e o aperfeiçoa para lutar contra bandos piratas inimigos.
- Sonic Rush Adventure acontece num mundo com temática pirata. Ele inclui um robô pirata chamado Capitão Whisker.
- Na série Soulcalibur, Cervantes, um personagem de longa duração na franquia, é um pirata. Em SoulCalibur III especificamente, existe uma opção de classe pirata para os personagens.
- Star Wars: Empire at War contém uma facção não jogável chamada piratas do sol negro, uma grande gangue de mercenários.
- Em Suikoden IV, existem muitos piratas a serem encontrados e recrutados.
- Em Tales of Berseria, o protagonista, relutantemente, se junta a um grupo de piratas. O primeiro parceiro, Eizen, se torna parte da equipe principal enquanto o resto da equipe faz frequentes aparições durante o jogo. O jogador tem a alternativa de enviar a equipe em expedições para recuperar itens e explorar águas desconhecidas.
- Uncharted Waters é uma série de RPGs eletrônicos da Koei ambientados na Era das Explorações. O jogador assume o papel de um capitão de uma esquadra naval. Todos os jogos apresentam piratas como ameaças rotineiras. É possível jogar com personagens piratas em algumas situações.
- World of Warcraft apresenta piratas como personagens não jogáveis e fornecedores de desafio. O Dia do pirata é celebrado no jogo no dia 19 de setembro todos os anos em homenagem ao Dia Internacional de Falar como um Pirata.
- Yohoho! Puzzle Pirates é um jogo multijogador massivo online no qual o jogador assume o papel de um pirata, tem aventuras no alto-mar e saqueia dinheiro de navios inimigos.
- Zack & Wiki: Quest for Barbaros' Treasure é um jogo eletrônico de aventura e jogo eletrônico de quebra-cabeça para Wii da Nintendo.
- O primeiro eixo em Pac-Man World contém quatro níveis com temática pirata chamados Praia do Bucaneiro, Enseada do Corsário, Canhão Maluco e Navio Real Windbag.
- Uncharted 4: A Thief's End é um jogo de aventura no qual se tenta achar o tesouro de Henry Avery.[134]

## Piratas nos esportes
Como navios piratas simbolizam ausência de medo, lealdade e espírito de equipe, muitas equipes profissionais ou amadoras se denominam "piratas".
Times:
- Profissionais
  - futebol americano
    - Oakland Raiders – National Football League[135]
    - Tampa Bay Buccaneers – National Football League[136]

  - futebol
    - Bristol Rovers FC – Football League One, Inglaterra[137]
    - FC St. Pauli    –   2. Fußball-Bundesliga, Alemanha[138]
    - Orlando Pirates  – Premier Soccer League, África do Sul[139]
    - Tampa Bay Mutiny – Major League Soccer[140]

  - Beisebol
    - Amsterdam Pirates – Honkbal Hoofdklasse (Liga Neerlandesa de Beisebol)[141]
    - Pittsburgh Pirates – Major League Baseball[142]
    - Piratas de Campeche – Liga Mexicana de Béisbol[143]

  - Basquete
    - Wörthersee Piraten – Österreichische Basketball Bundesliga, Áustria[144]

  - hóquei no gelo
    - Portland Pirates – American Hockey League[145]

  - Rugby league
    - Canberra Raiders – National Rugby League, Austrália
- universitários
  - Barry University Buccaneers - Sunshine State Conference
  - East Carolina Pirates – American Athletic Conference
  - East Tennessee State Buccaneers – Southern Conference
  - Mass Maritime Buccaneers – Massachusetts State College Athletic Conference
  - Middle Tennessee Blue Raiders – Sun Belt Conference
  - Mount Union Purple Raiders – Ohio Athletic Conference
  - Seton Hall Pirates – Big East Conference
  - Southwestern Pirates - NCAA Division III Southern Collegiate Athletic Conference
  - UMass Dartmouth Corsairs – Little East Conference
  - New Orleans Privateers – Sun Belt Conference
- sub-20
  - Hóquei
    - Nepean Raiders – Central Junior Hockey League
    - Prince Albert Raiders – Western Hockey League
    - Richmond Renegades – ECHL
    - Rochester Raiders – Great Lakes Indoor Football League
    - Tottenville Pirates

  - Rugby Union
    - Cornish Pirates

O lutador profissional Paul Burchill, do WWE Friday Night SmackDown, se vestia como pirata e proclamava que Barbanegra era seu antepassado. Anteriormente, Carl Ouellet lutou sob o nome de Jean-Pierre Lafitte (supostamente, um descendente do pirata Jean Lafitte).

## Nos brinquedos
Em 1989, o brinquedo Lego lançou uma linha de piratas, marinheiros, ilhéus e navios.

## Parques temáticos
A Disney criou em  vários de seus parques temáticos pelo mundo uma atração com o nome de "Piratas do Caribe" ou "Pirates of the Caribbean" no original em inglês, onde o visitante do parque é levado em um barco para uma viagem ao passado para ir ao período conhecido como Época Dourada da Pirataria e ver como era a Pirataria nas Caraíbas. A atração foi considerada revolucionária na época de inauguração por fazer uso inovador da tecnologia dos robos conhecidos como animatrônicos. Essa atração está presente nos parques Disneyland desde 1967,  Magic Kingdom desde 1973, Tokyo Disneyland desde 1983, Disneyland Park na  Disneyland Paris desde 1992 e na Shanghai Disneyland desde 2016.

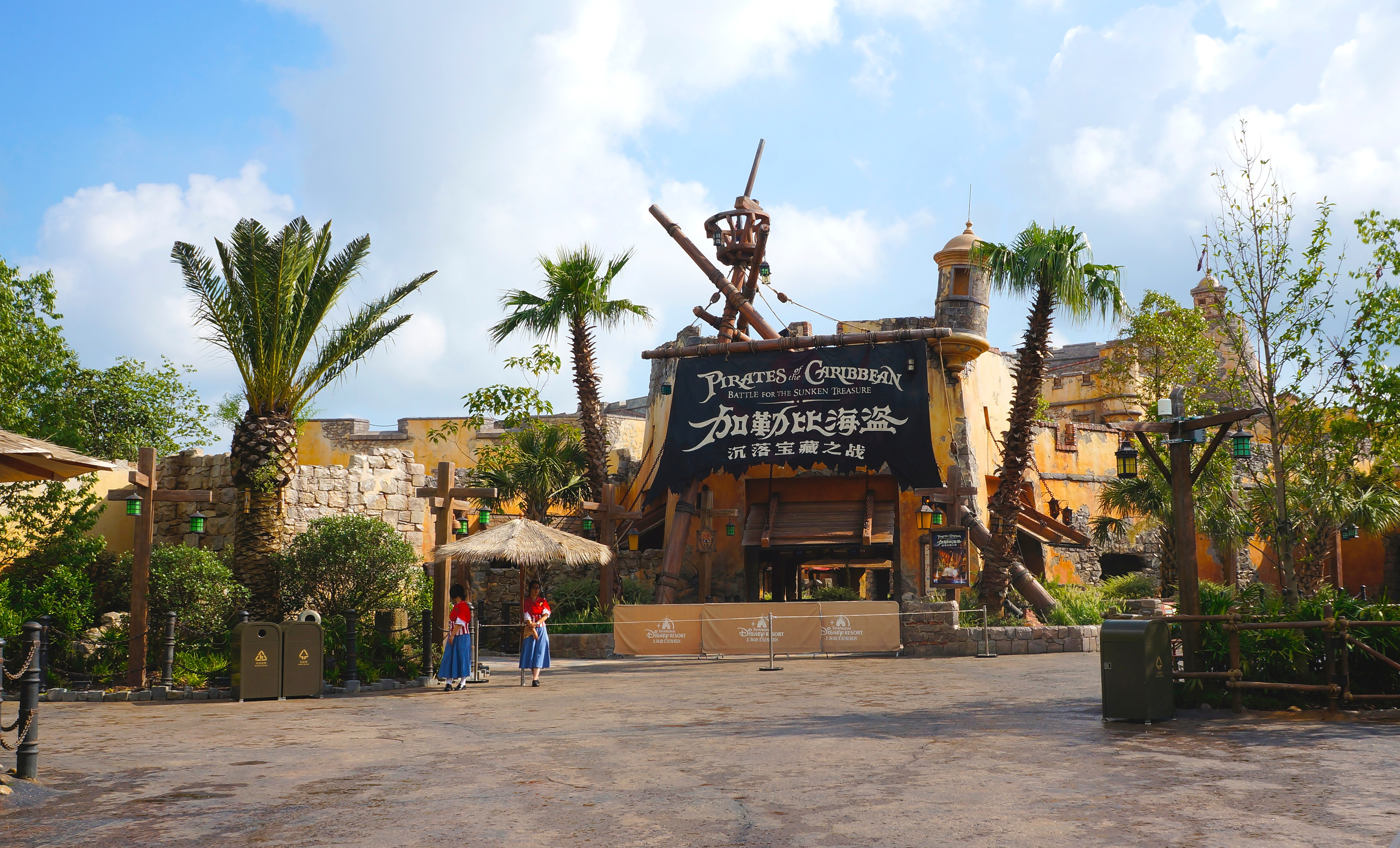
Fachada da atração na Shanghai Disneyland
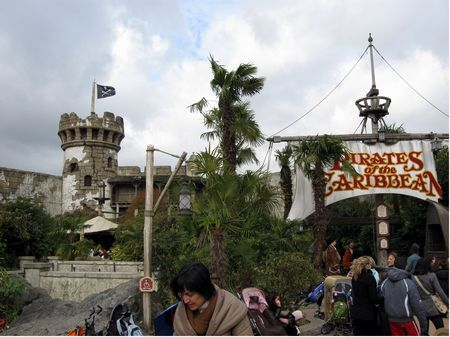
Fachada da atração na Disneyland Paris
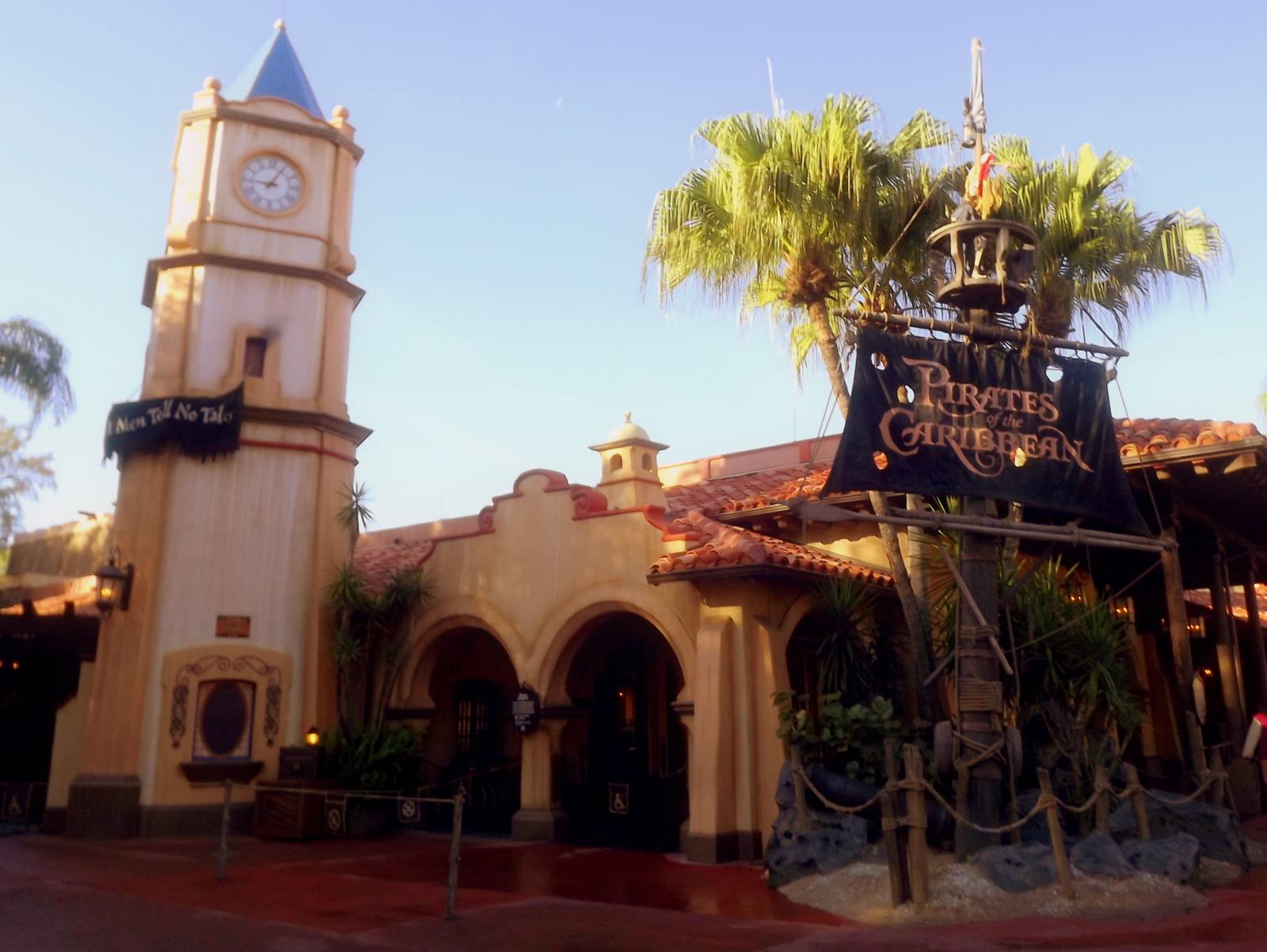
Fachada da atração na sua versão do Magic Kingdom no Walt Disney World